# Preis des Verbandes japanischer Kinderbuchautoren
Der Preis des Verbandes japanischer Kinderbuchautoren (jap. 日本児童文芸家協会賞, Nihon Jidō Bungeika Kyōkaishō) ist ein seit 1976 alljährlich vom Verband japanischer Kinderbuchautoren vergebener Preis für Kinderliteratur. Der Preis wird im Unterschied zum ebenfalls ausgelobten Preis für Debütanten nur an Mitglieder des Verbandes vergeben.

## Preisträger
- 1976 Miyawaki Toshio für Neko no na wa Hei (ねこの名はヘイ)
- 1977 Kanzawa Toshiko für Nagare no hotori (流れのほとり)
- 1978 Uchiki Muraji für Daichi no en (大地の園)
- 1979 Nonagase Masao für Shishū - chiisana ai no uta (詩集・小さな愛のうた)
- 1980 Imanishi Sukiyuki für Hikari to kaze to kumo to ki to (光と風と雲と樹と) und Kayama Akiko Dōsuke san fue o fuite! (とうすけさん笛をふいて！)
- 1981 Ano Chūkō für Kaze ni yureru zassō (風にゆれる雑草), Sonderpreis: Shibusawa Seika für Nihon shōnen und Shōjo no tomo (日本少年 und 少女のとも）)
- 1982 Mori Ippo für Kaette kita hana magari (帰ってきた鼻まがり)
- 1984 Endō Kimio für Tsugumi-tachi no kōya (ツグミたちの荒野)
- 1985 Kōzaki Mieko für Dabudabu daisuki (だぶだぶだいすき)
- 1986 nicht vergeben
- 1987 Seo Nanae für Sayōnara happako (さようなら葉っぱこ)
- 1988 Suzuki Kiyohara für Tsugaru no yamauta monogatari (津軽の山歌物語)
- 1989 Akaza Norihisa für Kakamino no tsuchi und Kakamino no sora (かかみ野の土 und かかみ野の空)
- 1990 Teshima Yūsuke für Fushigi na kaki bāsan (ふしぎなかぎばあさん)
- 1991 Takahashi Hiroyuki für Mammoth shōnen yamu, Rōran no ōjo und Ōkami-ō ginboshi (マンモス少年ヤム, ローランの王女 und オオカミ王ぎん星)
- 1992 nicht vergeben
- 1993 Fujisaki Yasao für Okinawa no kokoro o someru (沖縄の心を染める)
- 1994 Ōhara Kōzaburō für Nazo no Easter-tō (なぞのイースター島)
- 1995 Kawamura Takashi für Ame no taiko (天の太鼓)
- 1996 Ōdani Miwako für Mata ne (またね), Sonderpreis: Okamoto Hamae für seine Übersetzungen englischsprachiger Kinderliteratur
- 1997 Amanuma Haruki für Mizu ni sumu neko (水に棲む猫)
- 1998 Oda Nobuko für Hana, neko, koinu, shabontama (花・ねこ・子犬・しゃぼん玉)
- 1999 Yoshida Hisako für Suttokodokkoi (すっとこどっこい)
- 2000 Yokoyama Mitsuo für Hikatchoruze yo! Bokura (光っちょるぜよ！ぼくら)
- 2001 nicht vergeben, Sonderpreis: Kume Minoru für seine Verdienste um die Herausgabe von 200 Übersetzungen
- 2002 Takeuchi Motoyo für Fushigi no kazefuku shima (不思議の風ふく島), Sonderpreis: Hamano Takuya für seine 200 Werke einschließlich Sayōnara tomodachi (さよなら友だち)
- 2003 Hisrose Hisako für Maboroshi no ninja (まぼろしの忍者), Sonderpreis: Emu Namae für ihre wunderbaren schriftstellerischen Arbeiten nach ihrer Erblindung
- 2004 Inoue Komichi für Cambodia ni kokoro no ido o (カンボジアに心の井戸を) und Koyama Mineko für Shippo no crayon (しっぽのクレヨン), Sonderpreis: Kitamura Kenji für seine herausragenden Werke bis einschließlich Kujaku toride kara no utagoe (クジャク砦からの歌声)
- 2005 Koshimizu Rieko für Ashita deatta shōnen (あした、出会った少年)
- 2006 Shibata Katsumo für Dōmu-gun release 3: Sashin no tane, uso no tane (ドーム郡シリーズ３ 真実の種、うその種)
- 2007 Nagita Keiko für Reinette kin’iro no ringo (レネット 金色の林檎)
- 2008 nicht vergeben
- 2009 Kutsuki Shō für Higanbana wa kitsune no kanzashi (彼岸花はきつねのかんざし)
- 2010 nicht vergeben, Sonderpreis: Yamamoto Shōzō für Dōbutsu fushigi hakken (動物ふしぎ発見)
- 2011 Tamura Fukiko für Ojii-chan ga, wasure demo… (おじいちゃんが、わすれても…)
- 2012 nicht vergeben
- 2013 Ishizaki Hiroshi für Sekai no hate no majo gakkō (世界の果ての魔女学校)
- 2014 nicht vergeben
- 2015 Itō Miku für Sora e (空へ)
- 2016 Sugimoto Miyuki für Hikari atsumete (ひかりあつめて)
- 2017 nicht vergeben
- 2018 Ogiyanagi Chika für Ōkami no o-satsu (オオカミのお札（１）〜（３）)
- 2019 Morikawa Shigemi für Marusuke no nishi (マレスケの虹)
- 2020 Morino Komichi für Chō no habataki, sono saki e (蝶の羽ばたき、その先へ)